# Mrežasti slinar
Mrežasti slinar (znanstveno ime Deroceras reticulatum) je vrsta polžev slinarjev, ki izvira iz Evrope, kasneje pa je bila razširjena po celem svetu.

## Opis
Odrasli polži dosežejo dolžino med 40 in 60 mm, odvisno od okolja. V eni noči lahko premagajo razdaljo približno 12,2 m. Običajno živijo eno leto in poginejo ob prvi zmrzali. Običajno prezimijo jajčeca, redkeje tudi mladi primerki.